# Ruslan Perekhoda
Ruslan Yuriyovich Perekhoda (en ukrainien : Руслан Юрійович Перехода), né le 18 juillet 1987 à Stariy Saltov, est un fondeur ukrainien.

## Biographie
Il fait ses débuts internationaux aux Championnats du monde junior en 2007 à Tarvisio, terminant trentième du sprint. En janvier 2009, pour sa première manche en Coupe d'Europe de l'Est, il prend la troisième place au sprint de Kharkiv. Il court également les Championnats du monde des moins de 23 ans en 2010 à Hinterzarten. 
Il est appelé pour sa première course de Coupe du monde en fin d'année 2011 au Nordic Opening de Kuusamo. En février 2013, après sa première participation au Tour de ski, il passe le cap des qualifications et prend la 26e du sprint libre de Sotchi, ce qui lui vaut un classement général en Coupe du monde. Il est également dans l'équipe pour les Championnats du monde à Val di Fiemme
En 2014, l'Ukrainien dispute ses premiers jeux olympiques à Sotchi, courant le sprint individuel (50e) et le sprint par équipes (20e). 
Sa première et seule victoire en Coupe continentale intervient fin 2016 à Syanki sur un sprint de la Coupe d'Europe de l'Est.
Aux Championnats du monde 2017 à Lahti, Krasovskyi obtient son meilleur résultat individuel dans des mondiaux avec le 48e rang au sprint libre.
En 2018, il est le guide du biathlète malvoyant Iurii Utkin aux Jeux paralympiques à Pyeongchang.
En 2021, il remporte une médaille de bronze aux Championnats du monde de rollerski sur le relais.

## Palmarès

### Jeux olympiques
| Épreuve / Édition | Sprint | Sprint                           | 15 km                            | 15 km     | Skiathlon 2 × 15 km | 50 km | Relais | Relais    |
| Épreuve / Édition | libre  | classique                        | libre                            | classique | Skiathlon 2 × 15 km | 50 km | Sprint | 4 × 10 km |
| JO 2014 Sotchi    | 50e    | Épreuve inexistante à cette date | Épreuve inexistante à cette date | -         | -                   | -     | 20e    | —         |

Légende :
- : pas d'épreuve
- — : non disputée par Perekhoda

### Championnats du monde
| Épreuve / Édition           | Sprint                           | Sprint                           | 15 km                            | 15 km                            | Skiathlon 2 × 15 km | 50 km | Relais | Relais    |
| Épreuve / Édition           | libre                            | classique                        | libre                            | classique                        | Skiathlon 2 × 15 km | 50 km | Sprint | 4 × 10 km |
| Mondiaux 2013 val di Fiemme | Épreuve inexistante à cette date | 65e                              | 67e                              | Épreuve inexistante à cette date | -                   | -     | 19e    | 17e       |
| Mondiaux 2015 Falun         | Épreuve inexistante à cette date | 56e                              | 73e                              | Épreuve inexistante à cette date | -                   | -     | 19e    | 17e       |
| Mondiaux 2017 Lahti         | 48e                              | Épreuve inexistante à cette date | Épreuve inexistante à cette date | 75e                              | -                   | -     | 16e    | 15e       |
| Mondiaux 2019 Seefeld       | -                                | Épreuve inexistante à cette date | Épreuve inexistante à cette date | -                                | -                   | 59e   | -      | 14e       |
| Mondiaux 2021 Oberstdorf    | Épreuve inexistante à cette date | 63e                              | 79e                              | Épreuve inexistante à cette date | Abandon             | -     | 21e    | -         |

Légende :
- : pas d'épreuve
- — : non disputée par Perekhoda

### Coupe du monde
- Meilleur classement général : 158e en 2013.
- Meilleur résultat individuel : 26e.

#### Classements par saison
| Saison    | Classement général final | Classement sprint |
| 2012-2013 | 158e                     | 100e              |

### Championnats du monde de rollerski
- Val di Fiemme 2021 :
  -  Médaille de bronze en relais.

### Coupe d'Europe de l'Est
- 5 podiums, dont 1 victoire.